# Angelo Mezzanotte (calciatore)
Angelo Mezzanotte (Bergamo, 1896 – ...) è stato un calciatore italiano, di ruolo centrocampista.

## Carriera
Ha giocato 2 partite in Prima Categoria (la massima serie dell'epoca) con l'Atalanta. In seguito ha anche giocato per una stagione in prima divisione con la Trevigliese e per varie stagioni in seconda divisione con il medesimo club.